# Sukarno
Sukarno (som många javaneser hade han egentligen bara ett namn, men han benämns ibland Koesno Sosrodihardjo), född 6 juni 1901 i Surabaya, Java, död 21 juni 1970 i Jakarta, var en indonesisk politiker som var det självständiga Indonesiens förste president 1949–1967.

## Biografi
Sukarno gick i nederländsk grundskola, Europeesche Lagere School och på realskolan Hogere Burger School i Surabaya. Där mötte han Tjokroaminoto, en nationalist och grundare av Sarekat Islam. Sukarno studerade på Technische Hogeschool i Bandung. Han tog ingenjörsexamen 1926 och drev en arkitektfirma i Bandung. 

### Ledare för självständighetsrörelsen
Krafterna för Nederländska Ostindiens – Indonesiens – självständighet samlades i det nybildade Indonesiska nationella förbundet, PNI (Partai Nasional Indonesia). Organisationen leddes av Sukarno. Han arresterades tämligen omgående och hans organisation splittrades. Ett relativt lugn rådde fram till andra världskriget. Under andra världskriget intog Japan 1942 snabbt större delen av den nederländska kolonin. Genom att samarbeta med japanerna etablerade sig Sukarno som nationell ledare. Han slog fast fem principer för självständighet i ett tal i juli 1945. De principer som det framtida självständiga Indonesien skulle baseras på: tron på en Gud, nationalism, internationalism, demokrati och social välfärd.
Den 17 augusti 1945 utropades den självständiga republiken Indonesien med Sukarno som president och Mohammad Hatta, ledaren för det nya PNI, som vicepresident. I Nederländerna betraktades Sukarno och Hatta som japanska kollaboratörer.

### Indonesiens förste president

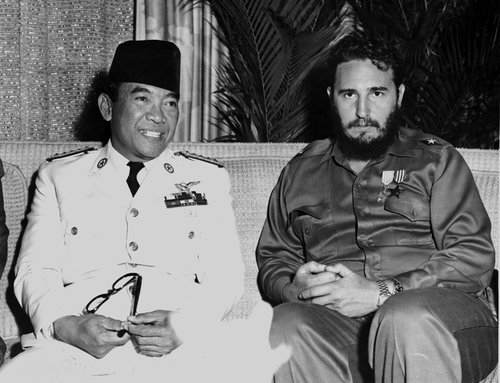
Sukarno och Fidel Castro 1960

Sukarno försökte som Indonesiens förste president balansera de motstridiga krafterna i landet av en mäktig militär, islam, och kommunism, samt att stävja separatistiska grupper. År 1950 återkallades den federala författningen. Indonesien blev en unionsstat i enlighet med nationalisternas slagord "ett land, ett språk, ett folk". En provisorisk författning antogs som föreskrev att regeringen skulle vara ansvarig inför ett folkvalt parlament. Sukarnos maktbefogenheter inskränktes därmed avsevärt. Det parlamentariska systemet ledde emellertid till ständiga regeringskriser. samtidigt som landet splittrades av militära och muslimska motståndsrörelser. För att ena landet införde Sukarno 1959 ett system han kallade "styrd demokrati". 1945 års författning med starkt presidentstyre återinfördes. De enda grupperna med politiskt inflytande, utöver presidenten, var armén och Indonesiens kommunistparti (PKI), vilka Sukarno ömsom sökte stöd hos, ömsom spelade ut mot varandra.
Sukarno drev en anti-nederländsk politik som drev bort kvarvarande nederländare och indo: 98 procent kom att emigrera till Nederländerna som en följd av den diskriminering och rasism de möttes av i Indonesien och förtrycket mot nederländska kulturella institutioner. 1956 bröt Sukarno kontakterna med Nederländerna. Sukarno verkade bland annat för alliansfritt samarbete mellan tredje världens länder, som en motvikt till västländernas och de socialistiska öststaternas dominans. En strävan som låg bakom exempelvis Bandungkonferensen år 1955.
Sukarnos styre utmärktes framför allt av sekularisering och nationellt enande av de många olikartade öarna. År 1962 intog Indonesien under Sukarnos ledning Nederländska Nya Guinea/Irian Jaya, och han vägrade året därefter att erkänna staten Malaysia. Detta och landets ekonomiska problem ledde slutligen till folkligt missnöje. I början av 1960-talet förespråkade Sukarno en allt tydligare antikapitalistisk och antiimperialistisk linje vilket gjorde att de hamnade i konflikt med armén, som var prokapitalistisk och USA-vänlig. Sukarnos styre byggde på en plattform kallad Nasakom där han försökte skapa samarbete mellan landets tre mäktigaste politiska läger: Militären, de muslimska samfunden och kommunistpartiet.

### Kuppförsöket och Massakern i Indonesien 1965–1966

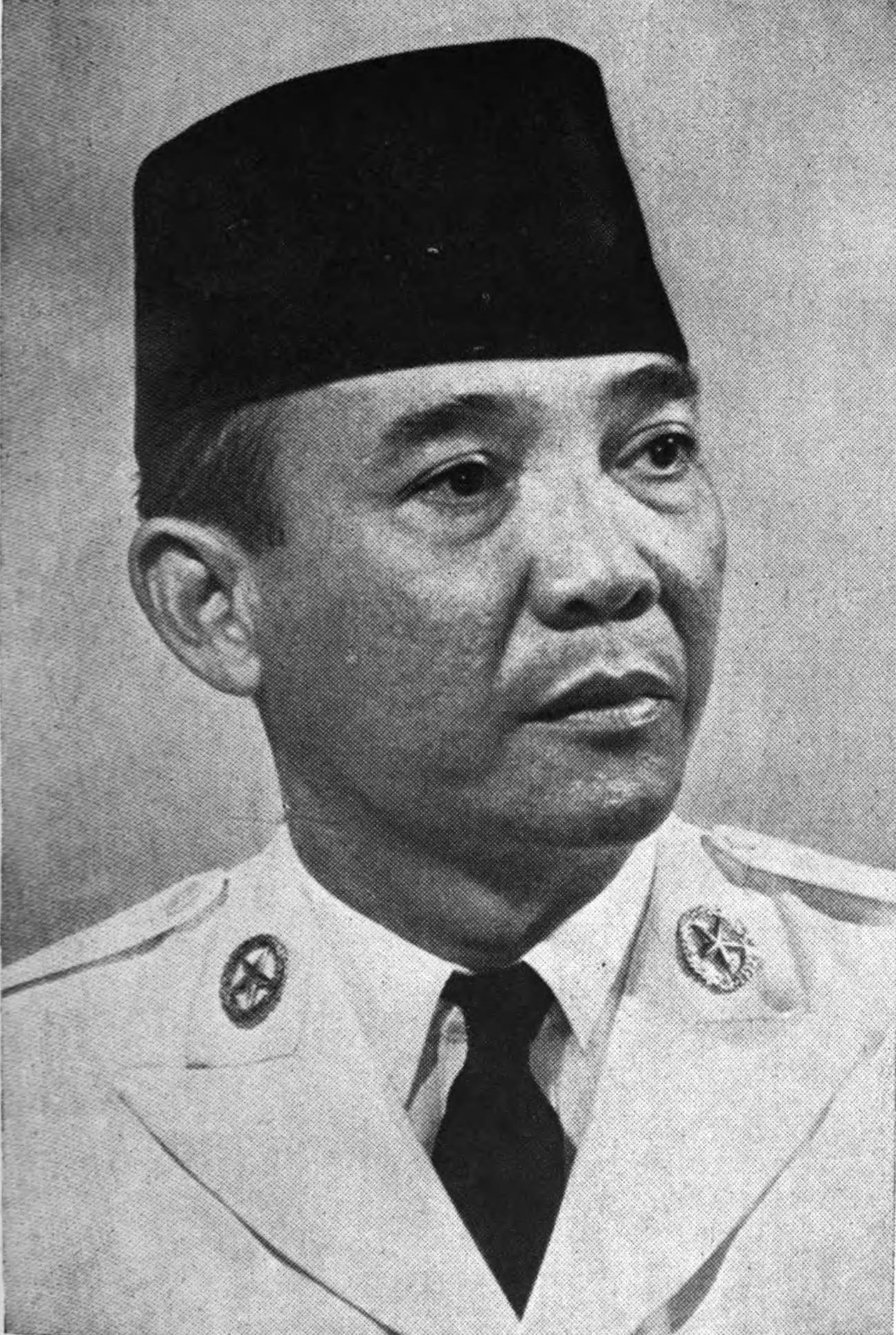
Sukarno

Spänningarna ledde fram till ett kuppförsök den 30 september 1965 av en grupp officerare kallad 30 septemberrörelsen som hävdade att de försökte skydda regeringen från en CIA-kupp. 30 septemberrörelsen var en indonesisk politisk gruppering bestående av Sukarno-vänliga officerare ledd av överstelöjtnant Untung. Sex högt uppsatta generaler som anklagades för samröre med CIA dödades under kuppförsöket. Presidenten hade vägrat ta ställning för eller mot kuppmakarna och oroligheterna eskalerade på Jakartas gator. Då många i arméledningen antingen hade dödats eller försvunnit tog generalen Suharto kontroll över armén och beordrade in trupper som den 2 oktober hade krossat kuppförsöket och tagit kontroll över huvudstaden.
Armén anklagade PKI för att ha legat bakom kuppförsöket och startade en nationell kampanj riktad mot dem. Trots att PKI förnekade all inblandning och troligtvis heller inte låg bakom kuppförsöket lyckades kampanjen i stort, kommunisterna anklagades för att försöka störta president Sukarno och undergräva den indonesiska revolutionen.
År 1965 tog istället general Suharto makten under kuppartade former med förevändningen att krossa ett kommunistlett försök till maktövertagande. En maktkamp inleddes som slutade med att Sukarno 11 mars 1966 deklarerade undantagstillstånd och skrev över större delen av sina befogenheter på Suharto, även om Sukarno formellt kvarstod som president till 1967. Ett blodigt massmord på påstådda kommunister och kommunistsympatisörer startade. Antikommunistiska organisationer och individer, i synnerhet muslimer, uppmuntrades att deltaga i mördandet av alla som misstänktes för att vara PKI-sympatisörer. Indonesier av kinesiskt ursprung föll också offer, Massakern i Indonesien 1965–1966 blev en av 1900-talets värsta massakrer. Det dödades mellan 100 000 och 2 miljoner människor; uppgifterna varierar.
Megawati Sukarnoputri är dotter till Sukarno. Hon var Indonesiens president 2001–2004 och var landets första kvinnliga president.
Den svarta huvudbonaden som Sukarno bar i officiella sammanhang är en peci (songkok).